# Lespedeza virgata
Lespedeza virgata là một loài thực vật có hoa trong họ Đậu. Loài này được (Murray) DC. miêu tả khoa học đầu tiên.